# Hibbertia sphenandra
Hibbertia sphenandra är en tvåhjärtbladig växtart som först beskrevs av F. Müll. och Tate, och fick sitt nu gällande namn av J.W.Horn. Hibbertia sphenandra ingår i släktet Hibbertia och familjen Dilleniaceae. Inga underarter finns listade i Catalogue of Life.